# Michal Wiezik

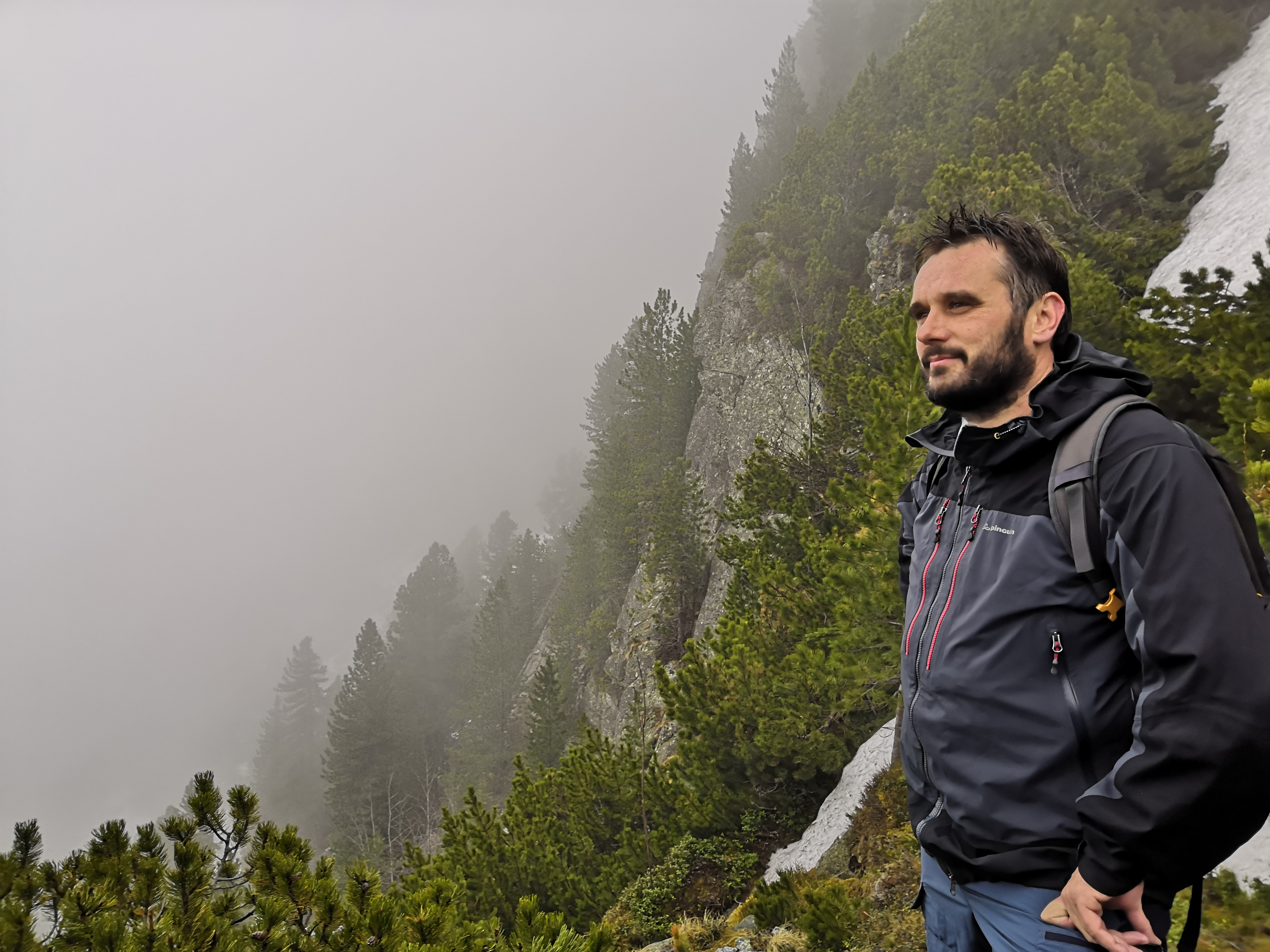
Michal Wiezik

Michal Wiezik (nascido em 14 de junho de 1979 em Martin) é um político eslovaco eleito membro do Parlamento Europeu em 2019.

Além das suas atribuições na comissão, Wiezik faz parte do Intergrupo do Parlamento Europeu para os Mares, Rios, Ilhas e Zonas Costeiras.